# Montello, Lombardiet
{Montello är en ort och kommun i provinsen Bergamo i regionen Lombardiet i Italien. Kommunen hade 3 288 invånare (2018).